# Pseudoleskea incurvata
Pseudoleskea incurvata (deutsch Gekrümmtes Scheinleskemoos, Gekrümmtes Streifenmoos oder Gewöhnliches Kordelmoos) ist eine Laubmoosart aus der Ordnung Hypnales. Ein häufiges Synonym ist Lescuraea incurvata (Hedw.) E.Lawton.

## Merkmale
Die mäßig kräftigen Pflanzen sind unregelmäßig fiedrig verzweigt und bilden oft ausgedehnte, glanzlose, starre, meist braungrüne Rasen. Die Triebspitzen sind einseitswendig gekrümmt. Die Stämmchen sind mit zahlreichen faden- oder pfriemenförmigen Paraphyllien besetzt. Im Stämmchenquerschnitt fehlt ein Zentralstrang. Die Blätter sind etwa 0,8 bis 1,3 Millimeter lang, aus eiförmiger Basis zugespitzt und einseitswendig. Der Blattgrund zeigt zwei Längfalten, die Blattränder sind oft weit hinauf umgerollt und oben gesägt. Die Blattrippe ist sehr kräftig und endet vor der Blattspitze. Die Zellen sind in der Blattmitte 6 bis 7 Mikrometer breit und 10 bis 30 Mikrometer lang, am Blattgrund rechteckig und in den Blattflügeln quadratisch. Die Zellenden sind besonders im oberen Blattteil mehr oder weniger papillös vorspringend.
Die Geschlechterverteilung ist diözisch. Die Kapsel auf der bis 18 Millimeter langen Seta ist oval bis länglich, aufrecht oder geneigt und mehr oder weniger gekrümmt. Der Deckel ist kegelig und stumpf gespitzt. Sporen sind fein granuliert und etwa 12 bis 15 Mikrometer groß. Sporenreife ist im Frühjahr.

## Standortansprüche
Das Moos wächst auf Kalk- und basenreichem Silikatgestein, seltener am Grund von Bäumen, auf Wurzeln oder auf Humus. Die bevorzugten Wuchsorte sind mehr oder weniger trocken und sonnig bis halbschattig. In Deutschland, Österreich und der Schweiz wächst es als Gebirgsmoos in Höhenlagen von etwa 600 bis 2800 Meter Höhe, ist in den Alpen verbreitet und häufig, in den Mittelgebirgen selten bis sehr selten und fehlt im Flachland.

## Verbreitung
Die Art ist auf der Nordhalbkugel weit verbreitet. In Europa reicht das Verbreitungsgebiet von Fennoskandinavien im Norden bis in den Süden Europas, wo es aber nur in den höheren Gebirgen vorkommt. Weltweit gibt es Vorkommen neben Europa in Südwestasien (Kaukasus, Türkei), Nord-, Ost- und Südostasien, in Nordafrika und in Nordamerika.